# Dudar Khakhanov
Dudar Solomonovitj Khakhanov (ossetisk: Дудар Соломоны фырт Хаханты ; russisk: Дудар Соломонович Хаханов tr. Dudar Solomonovitj Khakhanov ; født 4. juli 1921 i Tskhinvali, Georgiske SSR, Sovjetunionen - død 26. december 1995 i Vladikavkas, Sydossetien) var en georgisk/ossetisk/sovjetisk-russisk komponist, dirigent og violinist,. 
Khakhanov studerede komposition og violin på Tbilisi Musikkonservatorium (1940-1947), og arbejdede samtidig som freelance dirigent og musiklærer. Han har skrevet 13 symfonier, orkesterværker, koncertmusik, kantater, operaer, operetter, balletmusik, kantater etc. Khakhanov underviste som lærer i komposition på Tbilisi Musikkonservatorium (1955-1958). Han var medlem af den Russiske Komponistforening fra (1953-1995). Khakhanov var tillige leder for den Nordossetiske Statsfilharmoni fra (1964-1965). 

## Udvalgte værker
- Symfoni nr. 1 "Ungdom" (1960 - (I 4 afsnit) - for orkester
- Symfoni nr. 2 "V. I. Lenin" (1969) - for orkester
- Symfoni nr. 3 (1976) - for orkester
- Symfoni nr. 4 (19?) - for orkester
- Symfoni nr. 5 "Costa Khetagurov" (1979) - for orkester
- Symfoni nr. 6 (1982) - for orkester
- Symfoni nr. 7 (19?) - for orkester
- Symfoni nr. 8 (19?) - for orkester
- Symfoni nr. 9 (19?) - for orkester
- Symfoni nr. 10 "Symfonikoncert" (1988) - for klaver og orkester
- Symfoni nr. 11 (1992) - for orkester
- Symfoni nr. 12 "Tragedien i Sydossetien" (1992) - for orkester
- Symfoni nr. 13 (19?) - for orkester
- Trompetkoncert (1985) - for trompet og orkester
- Violinkoncert (1952) - for violin og orkester